# Arnaud Devillers
Arnaud Devillers FSSP je francouzský katolický kněz, bývalý druhý generální představený Kněžského bratrstva sv. Petra (2000–2006). V lednu 2014 jej biskup Paprocki jmenoval správcem nově zřízené personální farnosti FSSP v Quincy v Illinois.

## Generální představený FSSP
Jako jediný generální představený FSSP nebyl zvolen generální kapitulou, ale jmenován předsedou komise Ecclesia Dei, kardinálem Castrillónem Hoyosem. Stalo se tak v době sporů mezi členy FSSP, zda by kněží FSSP měli sloužit i Mši Pavla VI., kdy Devillers byl vybrán jako neutrální kandidát. 
FSSPX využilo tohoto dosazení jako argument pro podporu svých tvrzení, že Svatý stolec nenechá tradiční bratrstva a instituty v poklidu žít, ale dříve či později je ovládne a zlikviduje, nicméně jeho předpovědi ohledně důsledků tohoto jmenování a následných kroků FSSP vnuceného generálního představeného se nepotvrdily. Spor o sloužení Mše Pavla VI. skončil odchodem těch několika kněží, co ji chtěli sloužit, z řad FSSP. Odpůrci FSSP z okolí FSSPX a odporu ovšem i nadále toto jmenování uvádějí jako doklad nejistého postavení tradičních bratrstev a institutů.
| 2. generální představený FSSP | 2. generální představený FSSP | 2. generální představený FSSP |
| ----------------------------- | ----------------------------- | ----------------------------- |
| Předchůdce: Josef Bisig       | 2000–2006 Arnaud Devillers    | Nástupce: John Berg           |